# Нижнее Чуево
Нижнее Чуево — село в Мучкапском районе Тамбовской области России. Входит в состав Краснокустовского сельсовета.

## География
Село находится в юго-восточной части Тамбовской области, в лесостепной зоне, в пределах Окско-Донской равнины, к востоку от реки Ворона, на расстоянии примерно 4 км (по прямой) к северо-западу от рабочего посёлка Мучкапский, административного центра района. Абсолютная высота — 108 м над уровнем моря.

### Климат
Климат умеренно континентальный, относительно сухой, с холодной продолжительной зимой и жарким летом. Среднегодовая температура воздуха — 4,5 °С. Средняя температура воздуха самого холодного месяца (января) — −11 °C (абсолютный минимум — −39 °C); самого тёплого месяца (июля) — 20,5 °C (абсолютный максимум — 40 °С). Среднегодовое количество атмосферных осадков варьирует в пределах от 400 до 450 мм. Продолжительность залегания снежного покрова составляет в среднем 134 дня.

### Часовой пояс
Село Нижнее Чуево, как и вся Тамбовская область, находится в часовой зоне МСК (московское время). Смещение применяемого времени относительно UTC составляет +3:00.

## Население
| 2010 |
| ---- |
| 328  |

### Половой состав
По данным Всероссийской переписи населения 2010 года, в гендерной структуре населения мужчины составляли 43,6 %, женщины — соответственно 56,4 %.

### Национальный состав
Согласно результатам переписи 2002 года, в национальной структуре населения русские составляли 94 % из 568 чел.

## Известные уроженцы
- Любушкин, Николай Иванович (1923—1995) — советский военнослужащий, рядовой. Полный кавалер ордена Славы.